# Pouillon (Landes)
Pouillon település Franciaországban, Landes megyében. Lakosainak száma 3151 fő (2022. január 1.). Pouillon Bénesse-lès-Dax, Cagnotte, Cauneille, Estibeaux, Gaas, Labatut, Mimbaste, Misson és Saugnac-et-Cambran községekkel határos.

## Népesség
A település népességének változása:
| Lakosok száma | 2450 | 2477 | 2596 | 2746 | 2987 | 3042 | 3072 | 3071 | 3105 | 3151 |
|               | 1968 | 1982 | 1990 | 2006 | 2013 | 2015 | 2017 | 2019 | 2020 | 2022 |